# José Agelet
José Agelet y Garrell, conde de Vinatesa (Lérida, 1879-1919) fue un abogado y político español, hijo de Miquel Agelet y hermano del poeta y diplomático Jaume Agelet i Garriga. Fue elegido diputado por el distrito electoral de Solsona por el Partido Liberal en las elecciones generales de 1905. Elegido senador por la provincia de Lérida en 1914, 1915, 1917 y 1923.

## Obras
- Las disposiciones de nuestro código civil referente a la sucesión testamentaria : ¿representa un criterio perfectamente racional y justo? (1904)
- Orígenes del derecho penal en los pueblos modernos : sistemas penitenciarios y juicio crítico de la teoría correccional (1902)